# Basilika St. Peter und Paul (Prag)

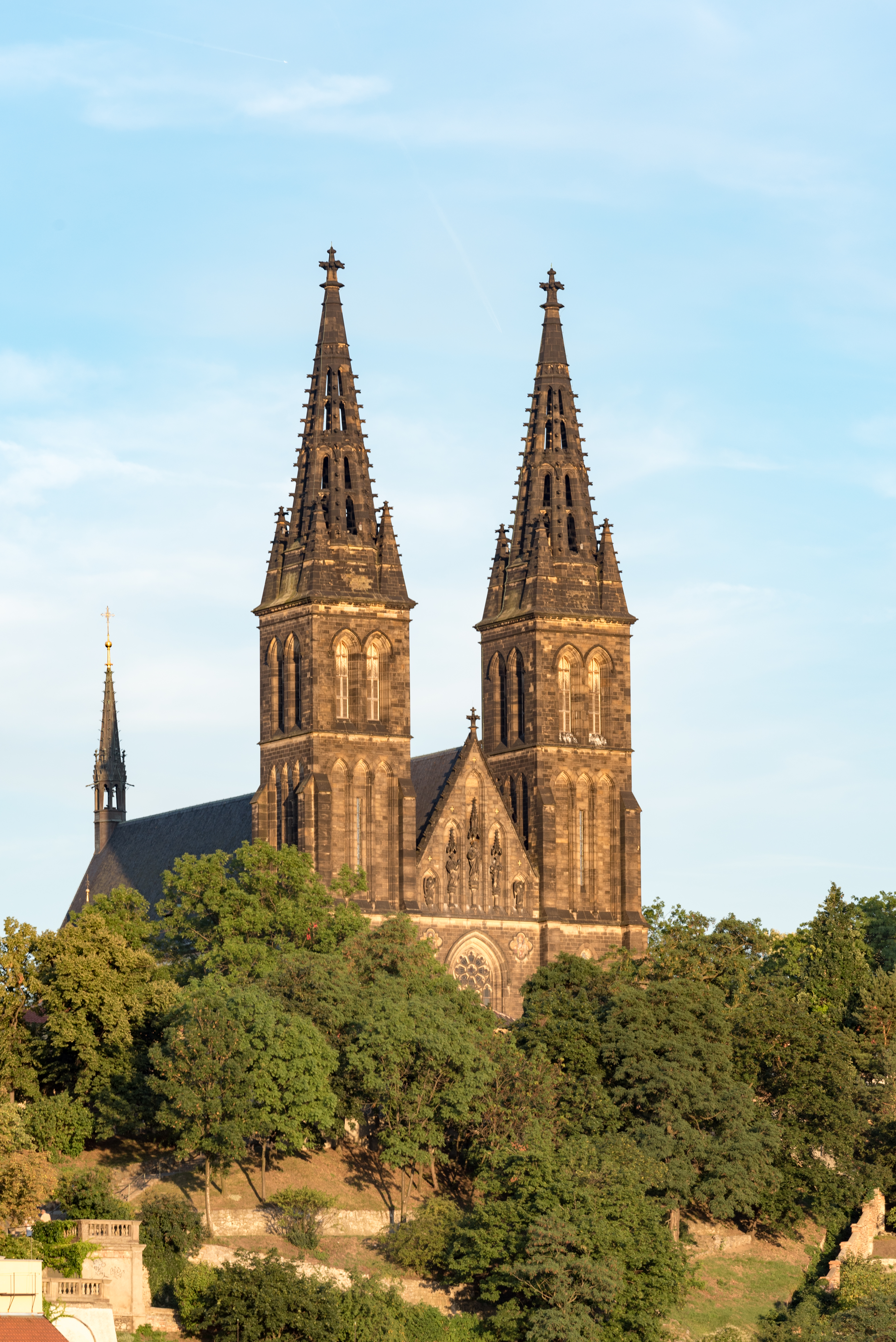
Die Basilika St. Peter und Paul auf dem Vyšehrad

Die Basilika St. Peter und Paul (tschechisch: Bazilika svatého Petra a Pavla) auf dem Vyšehrad in Prag ist eine ursprünglich romanische Basilika, die im Laufe der Jahrhunderte gotisch, barock und neugotisch erweitert und umgestaltet wurde. Der Kirchenbau auf dem frühmittelalterlichen Burgwall am rechten Moldauufer geht zurück auf die Gründung des Königlichen Kollegiatkapitels im Jahre 1070 durch den böhmischen Fürsten Vratislav II.

## Baugeschichte
Die Stiftskirche wurde 1079 im romanischen Stil einer fünfschiffigen Basilika erbaut. Die ursprüngliche romanische Krypta, erbaut als Friedhofskirche, diente als Begräbnisstätte Vratislavs, der 1085 als erster böhmischer Herrscher die Königswürde erlangte, sowie seiner Nachkommen. Sie wurde bei den bisherigen archäologischen Untersuchungen noch nicht gefunden. Nach einem Brand im Jahr wurde sie 1249 gotisch wieder aufgebaut. Im 14. Jahrhundert wurde sie unter Karl IV. mit drei Schiffen und Seitenkapellen umgestaltet. 1420 wurde sie durch die Hussiten zerstört.

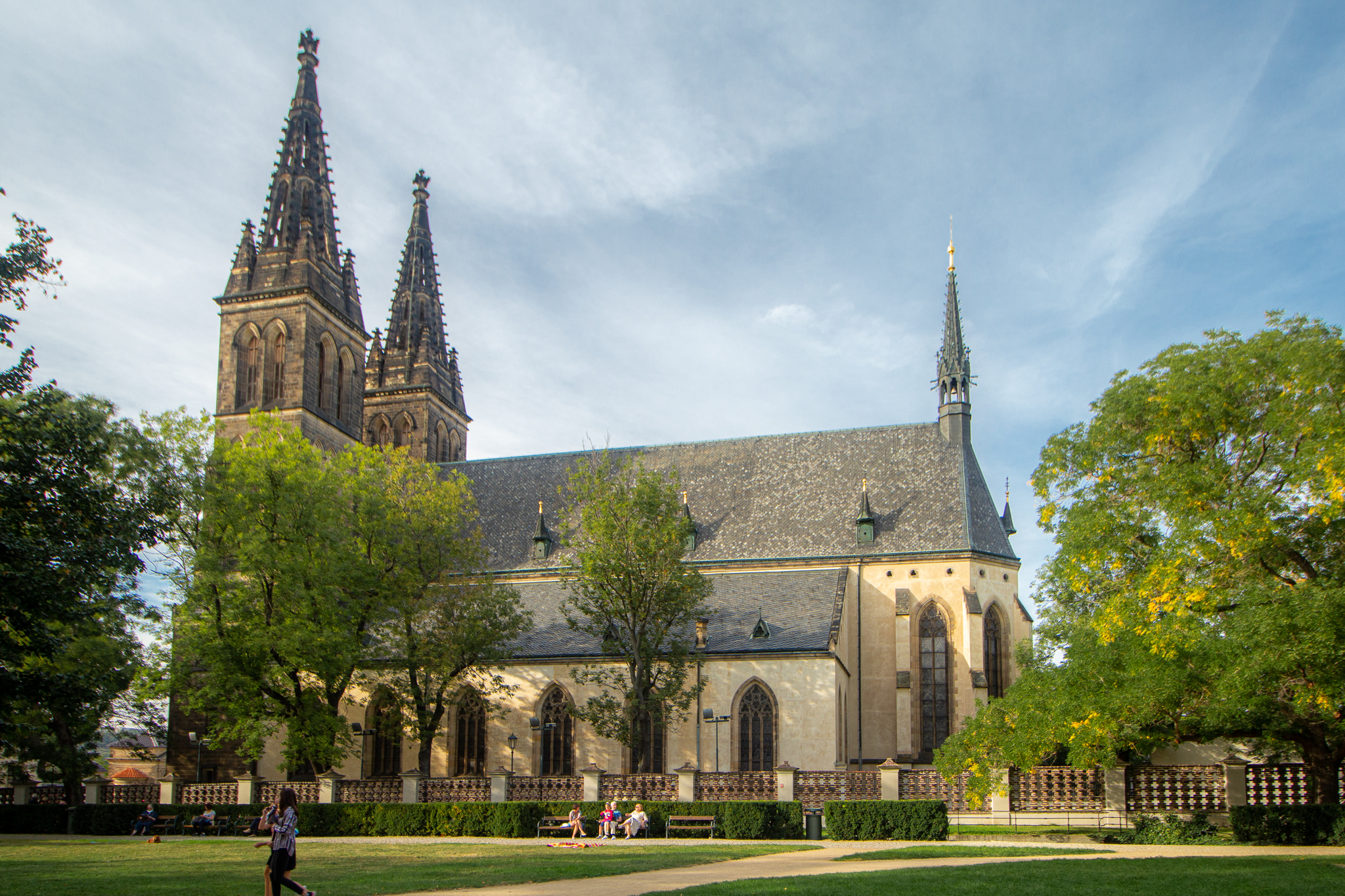
Seitenansicht

In den 1720er Jahren wurde sie nach Vorlagen von Giovanni Santini und unter der Bauleitung von Franz Maximilian Kaňka im Barockstil umgebaut. 1885 begann Josef Mocker mit der Umgestaltung im neugotischen Stil, und schließlich erhielt die Kirche ab 1902 nach Entwürfen von František Mikeš hohe pseudogotische Türme. Das Relief am Hauptportal von 1901 stammt von Štěpán Zálešák, der das jüngste Gericht als Motiv benutzte.
2003 erhielt die Kirche durch Papst Johannes Paul II. den Titel einer Basilica minor.

## Ausstattung
In der ersten Kapelle rechts befindet sich ein romanischer Sarkophag aus dem 12. Jahrhundert, vermutlich ein Sarg eines Familienmitglieds der Přemysliden. An der linken Wand befindet sich eine nach 1420 gemalte gotische Ansicht auf Vyšehrad.
In einem weiteren Altar einer der Kapellen auf der rechten Seite befindet sich ein Tafelbild der Vyšehrader Madonna, ein gotisches Gemälde aus der Sammlung der Kaiser Karl IV. und Rudolf II. Der Legende nach sollte die Verehrung des Bildes ersehnten Regenfall herbeiführen, weshalb die „Regenmadonna“ im 17. und 18. Jahrhundert bei Trockenperioden Ziel großer Bittprozessionen war. Das Bild in der Basilika ist eine Kopie, das Originalgemälde befindet sich in der Nationalgalerie Prag.
Im Presbyterium befinden sich Fresken des Wiener Malers Karl Jobst, die das Leben der Patrone Petrus und Paulus darstellen. Die Bleiglasfenster entwarf František Sequens. Den Hauptaltar zieren von Josef Mocker entworfene und 1884 bis 1889 von Josef Hrubeš geschnitzte Darstellungen der Dompatrone sowie der Slawenapostel Kyril und Method. Ein weiterer Altar böhmischer Patrone von Jan Kastner vom Anfang des 20. Jahrhunderts befindet sich in der linken Kapelle. Das Innere der Basilika zieren außerdem ornamentale und figurale Jugendstil-Wandgemälde des Malerehepaars František Urban und Marie Urbanová-Zahradnická aus dem Jahr 1902.
In der Basilika ist auch der Kirchenschatz des Stifts zu besichtigen.

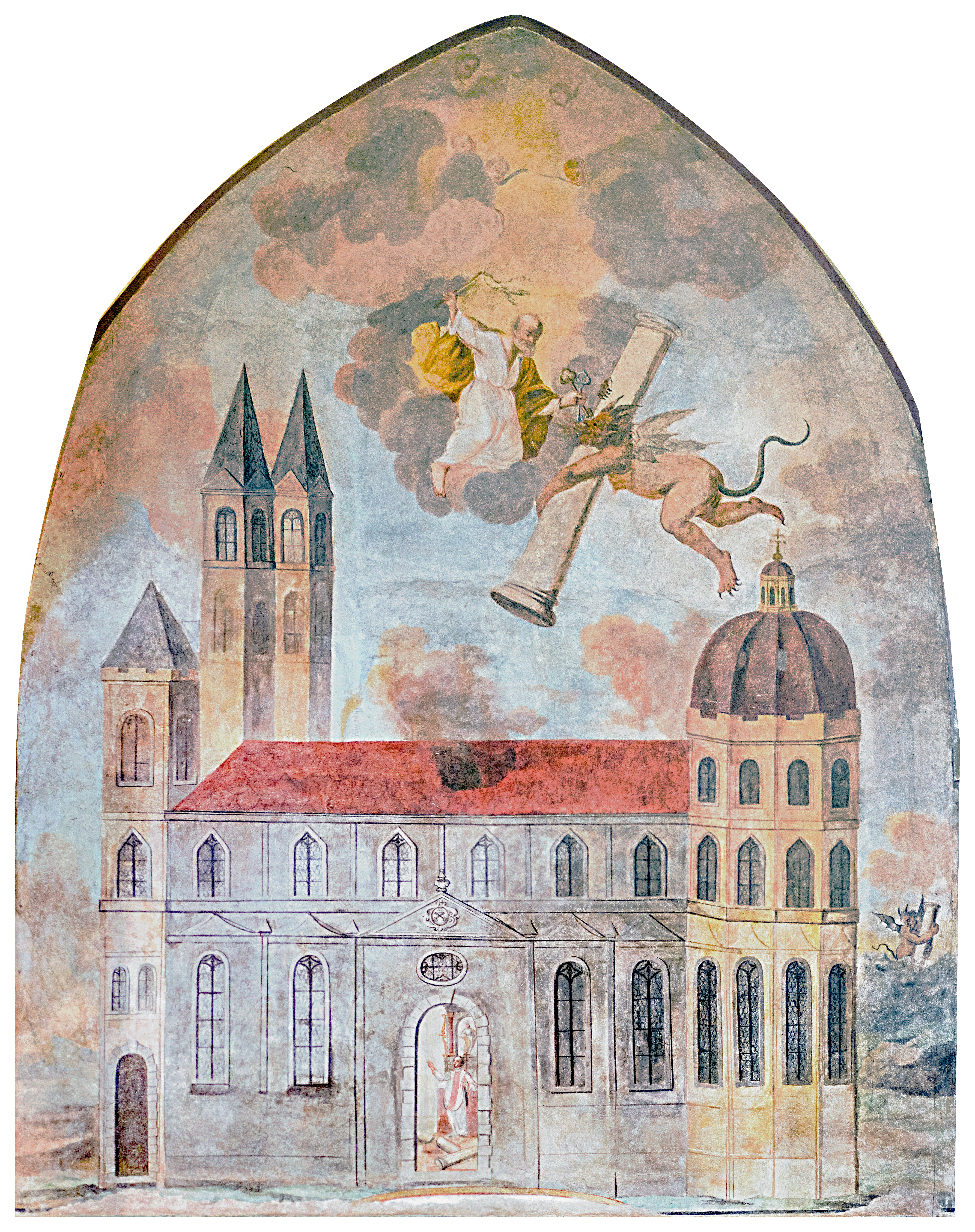
Fresko, historische Darstellung der Stiftskirche
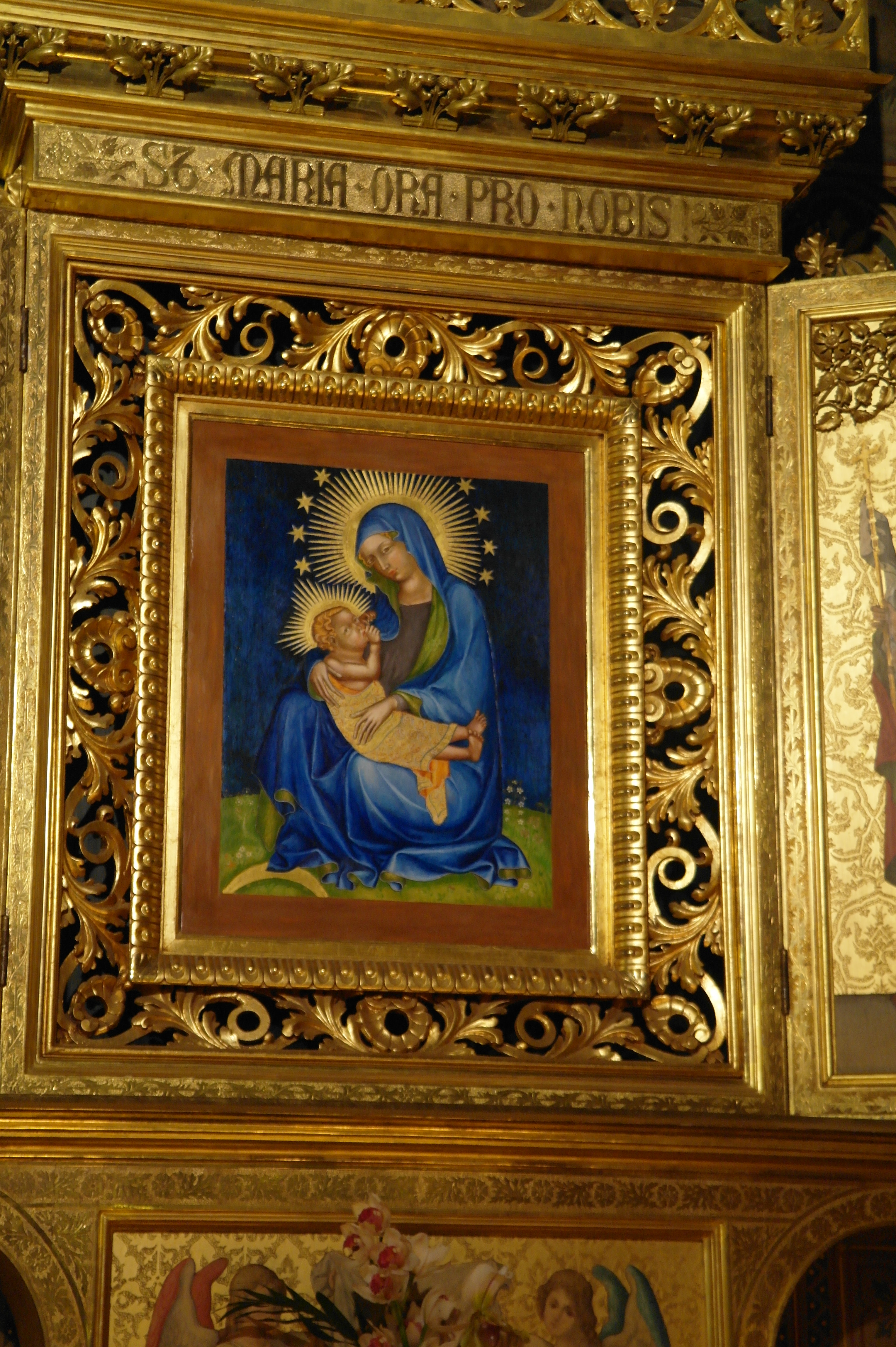
Die „Regenmadonna“
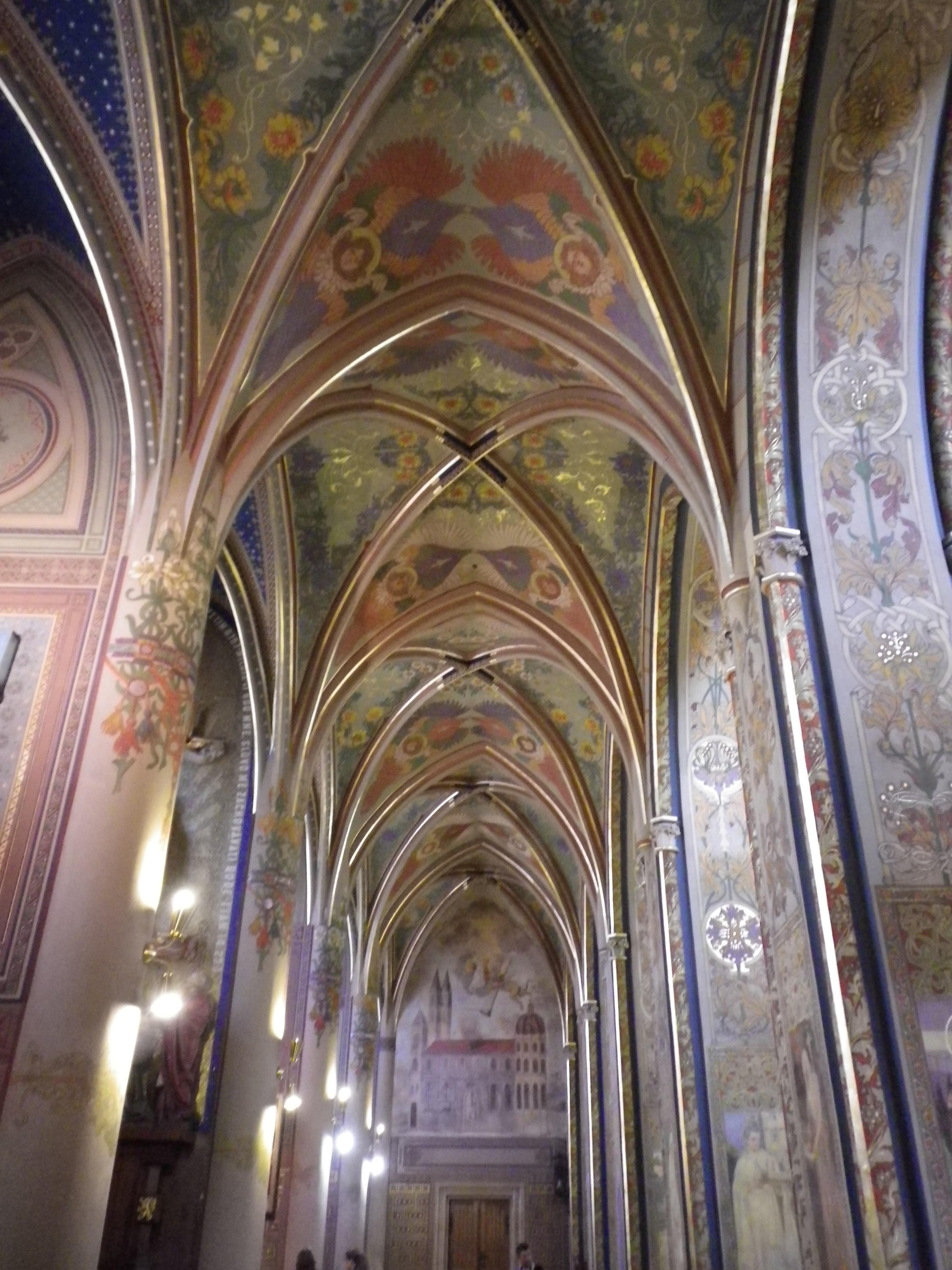
Gewölbedecke
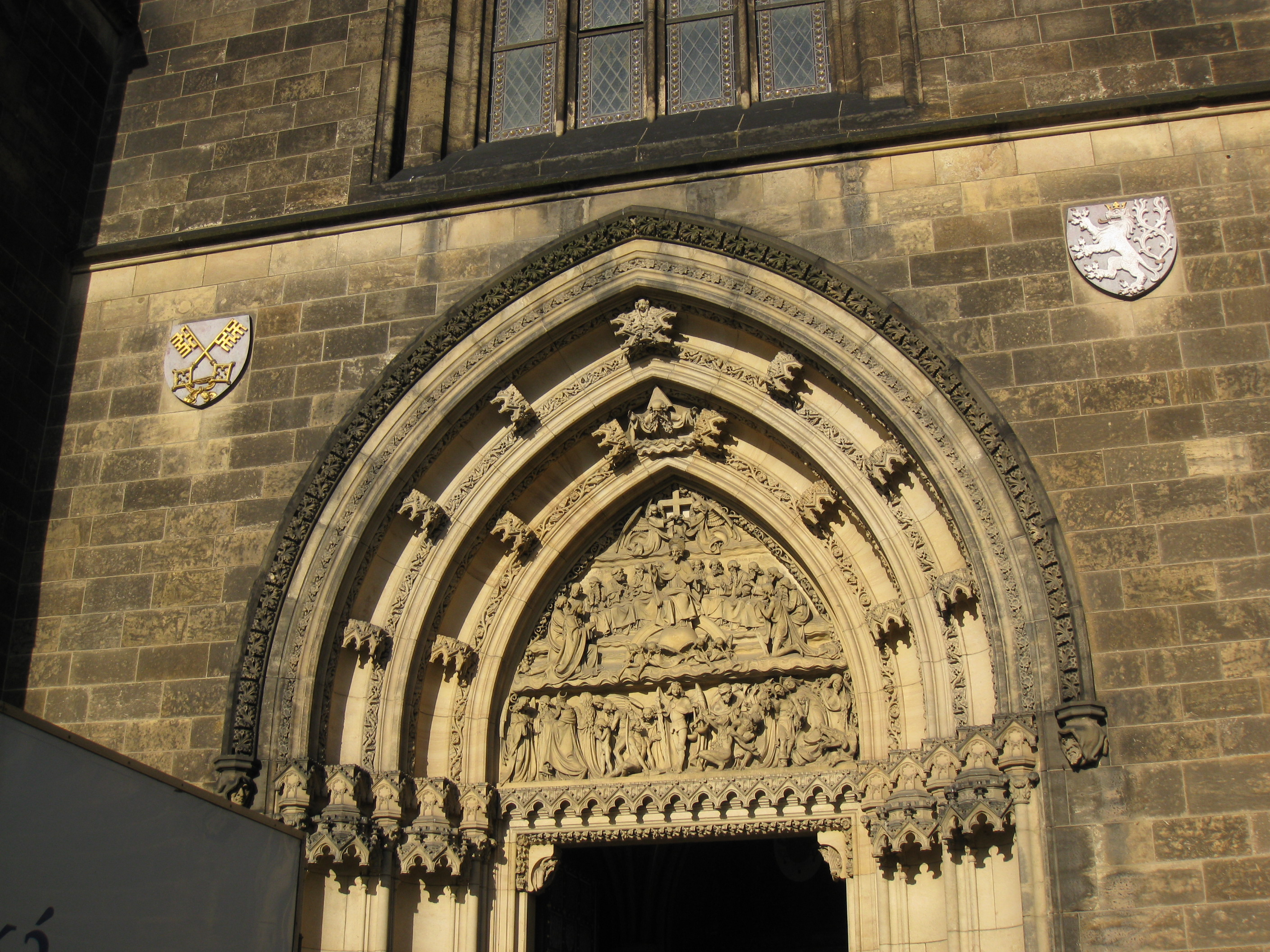
Tympanon am Hauptportal der Stiftskirche
Jugendstilfresken